# Marie Klementina Bagrationová
Kněžna Marie Klementina Bagrationová (též Maria-Clementine Bagration, rusky Мария Клементина Багратион, případně Marie Klementina Metternichová, 29. září 1810, Vídeň – 26. května 1829, Paříž) byla nelegitimní dcera knížete Klemense Václava z Metternichu.

## Život

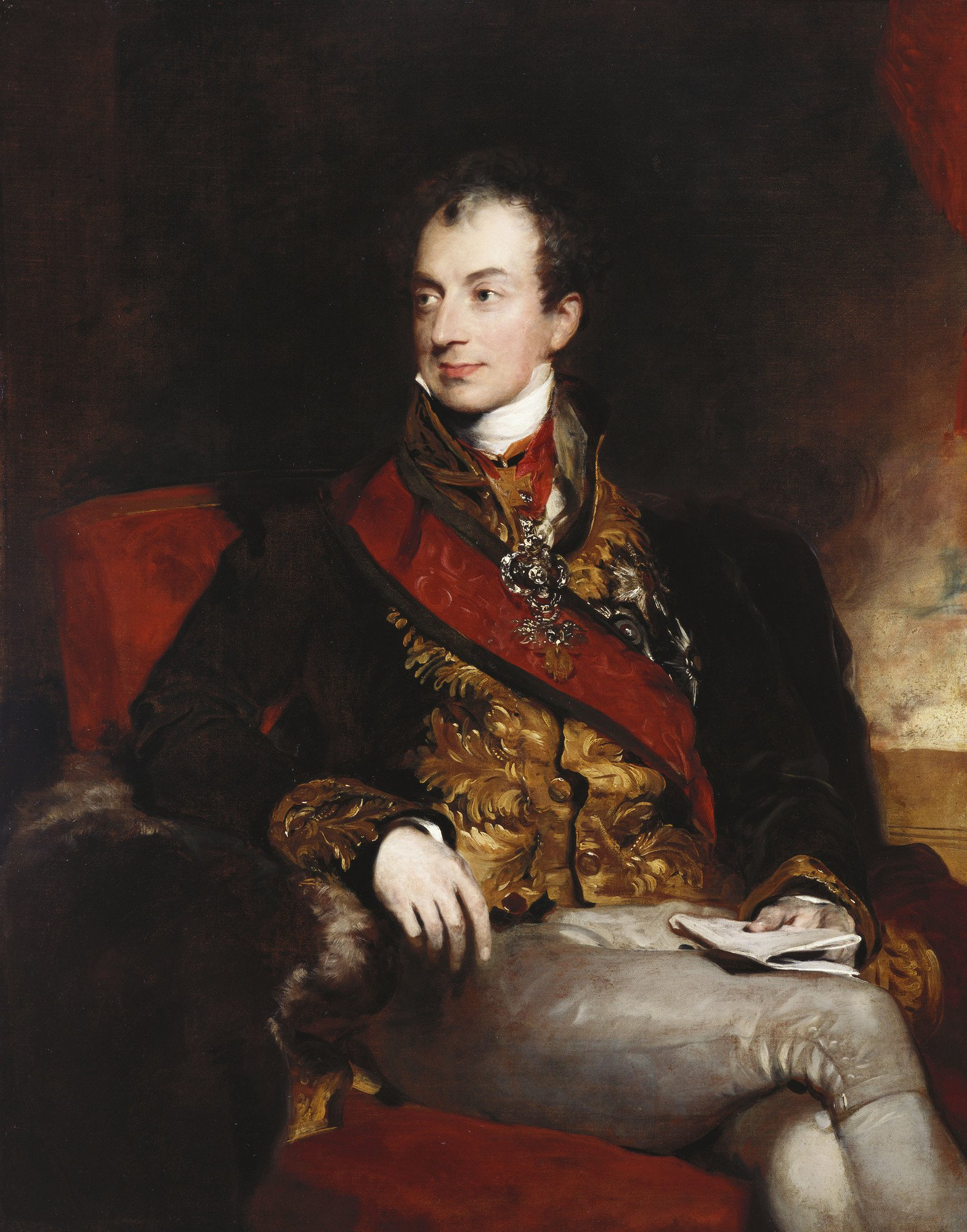
Otec Marie Klementiny, Clemens Václav z Metternichu kolem roku 1815.

Marie Klementina se narodila 29. září 1810 ve Vídni jako nelegitimní dcera rakouského kancléře, knížete Klemense Václava z Metternichu a kněžny Jekatěriny Bagrationové. Její biologický otec, Klemens Václav z Metternichu, kníže z Kynžvartu, byl vysoký politik a diplomat, sloužil jako ministr zahraničí a státní kancléř Rakouského císařství a organizátor vídeňského kongresu v roce 1815.
Na osobní příkaz ruského imperátora Alexandra I., byla později uznána za legitimní dceru knížete Petra Ivanoviče Bagrationa, generála ruské imperiální armády a manžela Jekatěriny Bagrationové a stala se tak oficiální členkou gruzínské královské dynastie Bagrationů.

### „Bludná kněžna“
| „ | Jekatěrina se skandálně proslavila po celé Evropě. Kvůli její vášni pro průsvitným šatům ji nazývali „Le bel ange nu“ („Nahý anděl“) a pro její nekonečnou smyslnost „Chatte blanche” („Bílá kočka“). Provdala se za generála knížete Petrа Bagrationa. Po své matce zdědila andělskou tvář, alabastrově bílou pleť, modré oči a kaskádu zlatých vlasů. | “ |

Johann Wolfgang von Goethe se s kněžnou Bagrationovou seznámil v Karlových Varech v roce 1807 a popsal ji jako překrásnou, půvabnou a přitažlivou. Byla vždy obklopena skvostnou společností.
V Drážďanech se seznámila s ministrem knížetem Metternichem a sblížila se s ním natolik, že se stala jeho milenkou a v roce 1810 mu porodila dceru Klementinu Britský diplomat Lord Palmerston ve svých vzpomínkách psal, že kněžna nosí výhradně bílý poloprůsvitný indický mušelín, který opisuje tvary jejího těla.
Později se kněžna usadila ve Vídni a stala se zde majitelkou proruského a protinapoleonského salonu. (V této souvislosti je také zajímavé, že Metternich měl poměr také s Napoleonovou sestrou Caroline, manželkou Joachima Murata).
| „ | Aniž by k tomu měla jakékoli oficiální pravomoc, zaujímala kněžna neoficiální diplomatický post. Chlubila se, že zná více politických tajemství, než všichni vyslanci dohromady. Pod jejím vlivem začíná vyšší společnost v Rakousku bojkotovat francouzské vyslance. V její osobě našel Napoleon vážného politického protivníka. | “ |

Je pravděpodobné, že právě ovlivnila svého milence, ministra Metternicha. Po mnoha letech kněžna s potěšením vzpomínala, že to byla ona, kdo přesvědčil Metternicha, aby souhlasil s připojením Rakouska k protinapoleonské koalici. Hovořilo se rovněž o jejím vztahu se saským diplomatem hrabětem Friedrichem von Schulenberg, s württemberským princem, Lordem Charlesem Stuartem a dalšími.
Generál kníže Bagration však i přesto miloval svou manželku. Krátce před smrtí si u malíře Volkovova objednal dva portréty - jeho a své manželky. V literatuře se o něm často píše, že se kvůli nákladnému životu a avantýrám na zahraničních cestách své manželky dostal do finančních potíží. Toto prohlášení je však možná uměleckou nadsázkou, neboť Jekatěrina byla jednou ze dvou dcer P. M. Skavronského, dědice celého obrovského jmění Skavronských, a její sestra Maria Palenová a neteř Julia Samoilovová měly vlastní prostředky a byly finančně nezávislí na svých manželech. Kněžna Bagrationová měla na rozdíl od knížete dostatek finančních prostředků, ale jak byl majetek rozdělen mezi manžely, není známo. Kolem roku 1807 kníže dal do zástavy orelského majetku své manželky, což vzbudilo rozhořčení jejích příbuzných. Kromě toho na knížete něj vyvíjel tlak sám ruský car, aby Klementina, dcera kancléře Metternicha, byla oficiálně zapsána jako legitimní člen rodu Bagrationových.
V roce 1812, po bitvě u Borodina, kněžna ovdověla.
Kněžna Marie Klementina zemřela v Paříži 26. května 1829 ve věku 29 let.

## Rodina
Marie Klementina se 12. července 1828 provdala za hraběte Ottu von Blome (1795–1884), syna Friedricha von Blome. Manželé měli jednoho syna:
- hrabě Otto Paul Julius Gustav von Blome (1829–1906), v roce 1858 se oženil s Joséphine, hraběnkou Buol-Schauensteinovou.

### Potomstvo
Byť měla jediného syna, stala se po smrti babičkou devíti vnoučat:
- Marie Klementina von Blome (zemřela v mládí)
- Karel Otto Arnold (1861–1926)
- Marie Sophie (zemřela v mládí)
- Louis Pius (1865–1930)
- Johannes Hubertus Xaverius (1867–1945), ženatý s kněžnou Martou Elisabeth Marií Stirbey
- Marie Adeline (zemřela v mládí)
- Anna Marie (1871–1960)
- Marie Giulie Sidonie (1873–1939)
- Marie Karola (1877–1951), která se později stala jeptiškou.[4]

## Umělecké podoby
Postava Marie Bagrationové se objevila v několika literárních dílech, buď jako autentická postava (Goethe), nebo jako předloha či inspirace románových postav H. de Balzaca, Victora Huga ad.

### Ve filmu
- V sovětském historicko-biografickém snímku „Bagration“ z roku 1985 roli Jekatěriny Pavlovny Bagrationové (Skavronské) ztvárnila Taisija Litviněnková.